# Calm Down (Rema-Lied)
Calm Down ist ein Lied des nigerianischen Sängers Rema aus seinem ersten Studioalbum Rave & Roses (2022). Es erschien 2022 als Single und wurde auch in einem Remix mit der US-amerikanischen Sängerin Selena Gomez bekannt.

## Entstehung und Veröffentlichung
Das Lied wurde vom Interpreten selbst (Divine Ikubor) in Zusammenarbeit mit Michael Hunter (London) und Andre Vibez geschrieben bzw. komponiert. Letztere waren auch für die Produktion verantwortlich.
Die Erstveröffentlichung von Calm Down erfolgte am 10. Februar 2023 als Single bei den Musiklabels Interscope Records, Jonzing World und Mavin Records. Diese wurde als digitaler Einzeltrack zum Download und Streaming zur Verfügung gestellt. Am 24. März 2022 erschien das Lied auf Remas Debütalbum Rave & Roses, dessen zweite Singleauskopplung es ist. Am 25. August 2022 erschien ein Remix mit der US-amerikanischen Sängerin Selena Gomez als digitale Einzeltrack-Single.

## Remix mit Selena Gomez
Amanda Ibanez aus Miami, auch bekannt unter ihrem Künstlernamen Kiddo A.I., wurde von Vanessa Angiuli, Senior Director von A&R bei Interscope, gebeten, eine Strophe für Selena Gomez zu schreiben. Ibanez schrieb schnell zwei mögliche Varianten und nahm sie auf. Innerhalb weniger Stunden, nachdem sie sie an Angiuli geschickt hatte, erhielt Ibanez von Angiuli die Rückmeldung, dass Gomez die Strophe gefiel. In den folgenden Wochen tauschten Ibanez und Gomez Ideen aus und verfeinerten die Strophe. Schließlich flog Ibanez nach Los Angeles, um den Song fertigzustellen, nachdem Angiuli darum gebeten hatte, mehr von Gomez im Song zu hören.

„Wie die meisten Mädchen in meinem Alter bin ich mit Selena in der Serie Die Zauberer vom Waverly Place aufgewachsen und habe sie immer bewundert, weil sie so stilvoll und gelassen ist. Die erste Zeile lautet also: 'Ich weiß, ich sehe schüchtern aus, aber für dich gehe ich auf die Knie', und ich dachte, es würde ihr Spaß machen, das zu sagen, weil sie nach außen hin so korrekt wirkt. Ich wollte einfach, dass sie sich selbst ein bisschen spürt.“

Am 17. August 2022 postete Selena Gomez in den sozialen Medien ein Foto von sich und Rema mit der Bildunterschrift coming soon („demnächst erhältlich“). Eine Woche später wurde der Remix veröffentlicht.

## Text
„In Calm Down geht es um die Ereignisse, die mich zur Liebe geführt haben. Es begann auf einer Party, auf der ich ein Mädchen sah, das anders war als die anderen Mädchen, und ich hatte das Gefühl, es versuchen zu müssen. Wir redeten und tanzten… Aber ihre Freunde ließen mich nicht in ihre Nähe, was die Stimmung zerstörte, aber später, als sie nicht mehr da waren, blieben wir in Kontakt und verstanden uns gut.“

## Komposition
Der Song wurde als „stimmungsvoll“ und „Wohlfühlhit“ beschrieben. Der nigerianische Vanguard-Autor Adegboyega Remmy Adeleye schrieb über den Remix, dass Gomez’ „harmonische Stimme Remas Vibe perfekt ergänzt und die gleiche Energie wie das Original beibehält“.
Das Lied ist in der Tonart B-Dur mit einem Tempo von 107 Schlägen pro Minute im gemeinsamen Takt aufgenommen. Es folgt eine Akkordfolge von E bis H und der Gesang reicht von D4 bis F5.

## Preise
Selena Gomez Remix
- Billboard Music Awards 2023: Top Afrobeats Song[14]
- MTV Video Music Awards 2023: Best Afrobeats[15]

## Kommerzieller Erfolg

### Chartplatzierungen
Die Originalversion erreichte in Europa die Chartspitze der belgischen Ultratop 50 und der niederländischen Top 40. Im Vereinigten Königreich erreichte der Song Platz drei und hielt sich 25 Wochen lang ununterbrochen in den Top 10 der Singlecharts. Calm Down steht zudem im Guinnessbuch der Rekorde als erster Nummer-eins-Hit der offiziellen MENA-Charts.
Der Remix mit Selena Gomez erreichte Rang drei der Billboard Hot 100 und avancierte zu Gomez’ neuntem Top-10-Hit sowie den ersten für Rema. Darüber hinaus erreichte es die Chartspitze der Afrobeats Songs Charts, die es 58 Wochen anführte, was zu einem neuen Chartrekord führte sowie ebenfalls die Chartspitze der Global Excl. US Charts und Airplaycharts. In den Billboard Global 200 erreichte es ebenfalls Rang drei.
| ChartsChartplatzierungen     | Höchstplatzierung | Wochen |
| ---------------------------- | ----------------- | ------ |
| Deutschland (GfK)            | 15 (65 Wo.)       | 65     |
| Österreich (Ö3)              | 7 (62 Wo.)        | 62     |
| Schweiz (IFPI)               | 1 (121 Wo.)       | 121    |
| Vereinigtes Königreich (OCC) | 3 (71 Wo.)        | 71     |

| ChartsJahrescharts (2022) | Platzierung |
| ------------------------- | ----------- |
| Deutschland (GfK)         | 90          |
| Schweiz (IFPI)            | 10          |

| ChartsJahrescharts (2023)    | Platzierung |
| ---------------------------- | ----------- |
| Deutschland (GfK)            | 19          |
| Österreich (Ö3)              | 11          |
| Schweiz (IFPI)               | 2           |
| Vereinigtes Königreich (OCC) | 6           |

| ChartsJahrescharts (2024) | Platzierung |
| ------------------------- | ----------- |
| Schweiz (IFPI)            | 46          |

| ChartsChartplatzierungen       | Höchstplatzierung | Wochen |
| ------------------------------ | ----------------- | ------ |
| Vereinigte Staaten (Billboard) | 3 (57 Wo.)        | 57     |
| Vereinigtes Königreich (OCC)   | 3 (13 Wo.)        | 13     |

| ChartsJahrescharts (2023)      | Platzierung |
| ------------------------------ | ----------- |
| Vereinigte Staaten (Billboard) | 6           |

### Auszeichnungen für Musikverkäufe
Rema

| Land/Region                  | Auszeichnungen für Musikverkäufe (Land/Region, Auszeichnung, Verkäufe) | Verkäufe   |
| ---------------------------- | ---------------------------------------------------------------------- | ---------- |
| Belgien (BRMA)               | 2× Platin                                                              | 80.000     |
| Brasilien (PMB)              | Diamant                                                                | 160.000    |
| Dänemark (IFPI)              | Platin                                                                 | 90.000     |
| Deutschland (BVMI)           | Platin                                                                 | 600.000    |
| Frankreich (SNEP)            | Diamant                                                                | 333.333    |
| Griechenland (IFPI)          | Gold                                                                   | 10.000     |
| Indien (IMI)                 | 13× Platin                                                             | 1.560.000  |
| Italien (FIMI)               | 3× Platin                                                              | 300.000    |
| Niederlande (NVPI)           | Gold                                                                   | 40.000     |
| Nigeria (TCSN)               | 2× Platin                                                              | 200.000    |
| Österreich (IFPI)            | Gold                                                                   | 15.000     |
| Polen (ZPAV)                 | Diamant                                                                | 250.000    |
| Portugal (AFP)               | 9× Platin                                                              | 90.000     |
| Schweiz (IFPI)               | 4× Platin                                                              | 80.000     |
| Spanien (Promusicae)         | 4× Platin                                                              | 240.000    |
| Vereinigte Staaten (RIAA)    | 5× Platin                                                              | 5.000.000  |
| Vereinigtes Königreich (BPI) | 3× Platin                                                              | 1.800.000  |
| Insgesamt                    | 3× Gold · 45× Platin · 3× Diamant ·                                    | 10.848.333 |

Rema feat. Selena Gomez

| Land/Region         | Auszeichnungen für Musikverkäufe (Land/Region, Auszeichnung, Verkäufe) | Verkäufe  |
| ------------------- | ---------------------------------------------------------------------- | --------- |
| Australien (ARIA)   | 8× Platin                                                              | 560.000   |
| Chile (IFPI)        | Gold                                                                   | 90.000    |
| Griechenland (IFPI) | Platin                                                                 | 20.000    |
| Kanada (MC)         | Diamant                                                                | 800.000   |
| Neuseeland (RMNZ)   | 4× Platin                                                              | 120.000   |
| Norwegen (IFPI)     | Platin                                                                 | 60.000    |
| Insgesamt           | 1× Gold · 14× Platin · 1× Diamant ·                                    | 1.650.000 |

Hauptartikel: Selena Gomez/Auszeichnungen für Musikverkäufe